# Albian Muzaqi
Albian Muzaqi Mustafa (Ellwangen, 24 november 1994) is een Kosovaars/Albanees-Nederlands voetballer die als aanvaller speelt.

## Carrière

### Jeugd en begin profcarrière
Muzaqi begon bij v.v. Appingedam, speelde voor W.V.V. Winschoten en daarna voor GRC Groningen. Van 2004 tot 2007 speelde hij in de jeugd van FC Groningen waarna PSV hem overnam. In het seizoen 2012/2013 werd hij topschutter van de A1 van PSV met 28 doelpunten. Hij won ook met PSV de KNVB beker voor de A1 met 3-2 tegen Feyenoord A1, zelf maakte hij de 2-2. Zijn trainer was hier Phillip Cocu. Hij kon voor drie jaar tekenen bij PSV maar koos ervoor om bij de Belgische topclub KRC Genk een langdurig contract te tekenen.

### KRC Genk
In de zomer van 2013 vertrok Muzaqi naar KRC Genk, dat enkel een opleidingsvergoeding aan PSV moest betalen. Hij tekende bij Genk een contract voor vier jaar en zal met het nummer 18 spelen dat hij overneemt van de vertrekkende Elyaniv Barda. Muzaqi maakte zijn debuut op 12 december 2013 voor het eerste elftal in de Europese wedstrijd tegen FC Thun in de UEFA Europa League.

### Cercle Brugge
Op 23 december 2014 werd bekendgemaakt dat Muzaqi voor de rest van het seizoen op huurbasis bij Cercle Brugge ging spelen. 
Na verhuurperiodes aan Cercle Brugge en Verbroedering Geel werd zijn contract in 2017 ontbonden. Hij was een jaar clubloos, maar in augustus 2018 vervolgde hij zijn loopbaan bij Helmond Sport.

## Statistieken
| Seizoen         | Club            | Land               | Competitie         | Competitie | Competitie | KNVB beker | KNVB beker | Supercup | Supercup | Europees | Europees | Totaal | Totaal |
| Seizoen         | Club            | Land               | Competitie         | Wed.       | Dlp.       | Wed.       | Dlp.       | Wed.     | Dlp.     | Wed.     | Dlp.     | Wed.   | Dlp.   |
| --------------- | --------------- | ------------------ | ------------------ | ---------- | ---------- | ---------- | ---------- | -------- | -------- | -------- | -------- | ------ | ------ |
| 2012/13         | PSV             | Vlag van Nederland | Eredivisie         | 0          | 0          | 0          | 0          | 0        | 0        | 0        | 0        | 0      | 0      |
| 2012/13         | → FC Eindhoven  | Vlag van Nederland | Eerste divisie     | 0          | 0          | 1          | 0          | 0        | 0        | 0        | 0        | 1      | 0      |
| Seizoen         | Club            | Land               | Competitie         | Competitie | Competitie | Beker      | Beker      | Supercup | Supercup | Europees | Europees | Totaal | Totaal |
| Seizoen         | Club            | Land               | Competitie         | Wed.       | Dlp.       | Wed.       | Dlp.       | Wed.     | Dlp.     | Wed.     | Dlp.     | Wed.   | Dlp.   |
| 2013/14         | KRC Genk        | Vlag van België    | Jupiler Pro League | 0          | 0          | 1          | 0          | 0        | 0        | 1        | 0        | 1      | 0      |
| 2014/15         | KRC Genk        | Vlag van België    | Jupiler Pro League | 0          | 0          | 0          | 0          | 0        | 0        | —        | —        | 0      | 0      |
| 2014/15         | → Cercle Brugge | Vlag van België    | Jupiler Pro League | 5          | 0          | 2          | 1          | 0        | 0        | —        | —        | 7      | 1      |
| 2015/16         | → Verbr. Geel   | Vlag van België    | Tweede klasse      | 9          | 0          | 0          | 0          | 0        | 0        | 0        | 0        | 9      | 0      |
| Carrière totaal | Carrière totaal | Carrière totaal    | Carrière totaal    | 14         | 0          | 4          | 1          | 0        | 0        | 1        | 0        | 19     | 1      |

## Trivia
- Zijn oudere broer, Bajram Muzaqi, heeft ook voor de jeugd van PSV gespeeld.